# Gary Busey
William Gareth Jacob Busey (Goose Creek (nu Baytown, Texas), 29 juni 1944) is een Amerikaanse filmacteur. Voor zijn rol in The Buddy Holly Story won hij een BAFTA Award en werd hij genomineerd voor zowel een Academy Award als een Golden Globe.

## Biografie
Geboren in Texas verhuisde Busey naar Pittsburg in Kansas, waar hij de Pittsburg State University bezocht en daar belangstelling kreeg voor het acteren. Daarna volgde hij enige jaren lessen aan de Oklahoma State University.
Busey trad twee keer in het huwelijk. In 1968 met Judy Helkenberg. Zij kregen twee kinderen; Jake (William Jacob) en Ellie. Het echtpaar scheidde in 1990. In 1996 trouwde Busey met Tiani Warden, maar in 2001 werd andermaal een echtscheiding uitgesproken.
Op 4 december 1988 raakte Busey zwaargewond bij een motorongeluk. Omdat hij op het moment van het ongeluk geen veiligheidshelm droeg, was zijn schedel zodanig beschadigd dat de artsen vreesden voor een blijvende hersenbeschadiging.

## Carrière
Busey begon zijn carrière in de showbusiness als drummer in The Rubber Band. Hij drumde op verscheidene platen van Leon Russell als Teddy Jack Eddy, een rol die hij had gespeeld in de lokale televisieserie The Uncanny Film Festival and Camp Meeting in Tulsa, Oklahoma. Busey bleef gedurende de jaren zeventig rolletjes spelen in zowel films als voor de televisie. In 1975 was hij als Harvey Daley de laatste die werd vermoord in de serie Gunsmoke (in aflevering 633 – “The Busters”)
In 1978 speelde Busey de hoofdrol in The Buddy Holly Story en kreeg daarvoor een Oscarnominatie voor Beste mannelijke hoofdrol. Datzelfde jaar kreeg hij goede kritieken voor de hoofdrol in Big Wednesday.
Bij gamers werd Busey bekend als de stem van wapenhandelaar Phil Cassidy in de Grand Theft Auto-serie (Grand Theft Auto: Vice City en Grand Theft Auto: Vice City Stories). 

## Filmografie
- Dirty Little Billy (1972)
- The Magnificent Seven: Ride (1973)
- Blood Sport (1973)
- The Last American Hero (1973)
- Thunderbolt and Lightfoot (1974)
- A Star Is Born (1976)
- The Gumball Rally (1976)
- The Buddy Holly Story (1978)
- Straight Time (1978)
- Big Wednesday (1978)
- Carny (1980)
- Barbarosa (1982)
- D.C. Cab (1983)
- Silver Bullet (1985)
- Eye of the Tiger (1986)
- Let's Get Harry (1986)
- Lethal Weapon (1987)
- Act of Piracy (1988)
- Hider in the House (1989)
- Predator 2 (1990)
- Point Break (1991)
- My Heroes Have Always Been Cowboys (1991)
- Under Siege (1992)
- The Firm (1993)
- Rookie of the Year (1993)
- Surviving the Game (1994)
- Drop Zone (1994)
- Breaking Point (1994)
- Black Sheep (1996)
- Carried Away (1996)
- Lost Highway (1997)
- Rough Riders (1997)
- Spice World (1997)
- Soldier (1998)
- Fear and Loathing in Las Vegas (1998)
- A Crack in the Floor (2000)
- Tribulation (2000)
- Down and Dirty (2000)
- Grand Theft Auto: Vice City (stem) (2002)
- Slap Shot 2: Breaking the Ice (2002)
- The Prize Fighter (2003)
- American Dictators: Documenting The Staged 2004 Election (2004)
- The Gingerdead Man (2005)
- Valley of the Wolves Iraq (2006)
- Grand Theft Auto: Vice City Stories (stem) (2006)
- Descansos (2006)
- Dr. Dolittle 3 (2006)
- Shut Up and Shoot! (2006)
- Soft Target (2006)
- Succubus: Hell Bent (2007)
- Blizhniy Boy: The Ultimate Fighter (2007)
- Homo Erectus (2007)
- Lady Samurai (2007)
- Nite Tales: The Movie (2008)
- Beyond the Ring (2008)
- Hallettsville (2009)
- Piranha 3DD (2012)

## Trivia
- Busey zou als twee druppels water lijken op de Britse premier Boris Johnson.

- Biblioteca Nacional de España: XX890736
- Bibliothèque nationale de France: cb139877999 (data)
- Gemeinsame Normdatei: 141566760
- International Standard Name Identifier: 0000 0001 1454 0524
- Library of Congress Control Number: nr96008638
- MusicBrainz: 0c0e3477-d726-4371-be37-b34824e55e8b
- Nationale Bibliotheek van Tsjechië: xx0108757
- Nationale Bibliotheek van Israël: 987007515451105171
- Nationale Bibliotheek van Polen: a0000001257440
- Nederlandse Thesaurus van Auteursnamen: 072393092
- SNAC: w6p117n5
- Système universitaire de documentation: 070749981
- Virtual International Authority File: 103619681
- WorldCat: E39PBJk8WpXQMTDbvYp3dxTfv3